# Assembleur
« Assembleur » et « Langage Assembleur » redirigent ici. Pour les autres significations, voir Assembleur (homonymie).
Cet article concerne le langage d'assemblage. Pour le programme produisant un exécutable à partir d'une source écrit dans ce langage, voir Programme assembleur.
Pour le métier de fabrication des ordinateurs, voir Assembleur d'ordinateur.
Un langage d'assemblage ou langage assembleur est, en programmation informatique, le langage de plus bas niveau qui représente le langage machine sous une forme lisible par un humain. Les combinaisons de bits du langage machine sont représentées par des symboles dits « mnémoniques », c'est-à-dire faciles à retenir. Le programme assembleur convertit ces mnémoniques en langage machine, ainsi que les valeurs (écrites en décimal) en binaire et les libellés d'emplacements en adresses, en vue de créer par exemple un fichier objet ou un fichier exécutable.
Dans la pratique courante, le même terme assembleur est utilisé à la fois pour désigner le langage d'assemblage et le programme assembleur qui le traduit. On parle ainsi de « programmation en assembleur ».
La traduction une fois pour toutes par beaucoup d'interpréteurs de chaque nom de variable rencontré dans une instruction (évoluée) par la position mémoire associée et de chaque constante (écrite par l'utilisateur en décimal) en binaire est typique d'une opération d'assemblage, bien que le nom d'assembleur ne soit pas couramment utilisé dans ce cas précis.
Cette opération s'appelle la compilation. Un programme compilé s'exécute beaucoup plus rapidement qu'un programme interprété.

## Histoire

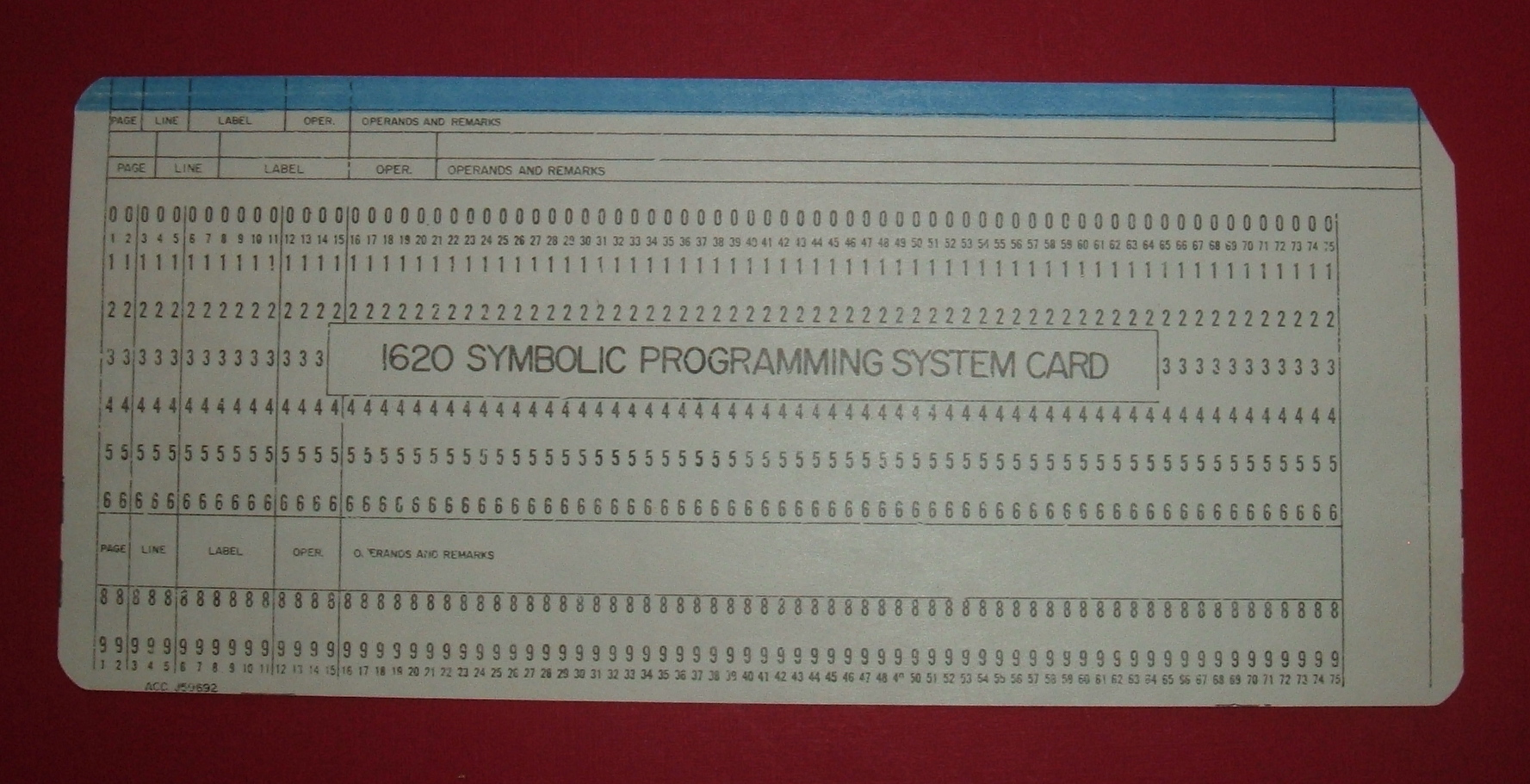
Carte formatée pour être perforée pour l'assembleur de l'IBM 1620.

Les programmes de l'EDSAC (1949), premier calculateur à programmes enregistrés, étaient rédigés en utilisant des mnémoniques alphabétiques d'une lettre pour chaque instruction. La traduction était alors faite à la main par les programmeurs. Cette opération était longue, fastidieuse et entachée d'erreurs.
Le premier programme assembleur a été écrit par Nathaniel Rochester pour l'IBM 701 (le premier ordinateur commercialisé par IBM) en 1954.
Les langages d'assemblage ont éliminé une grande partie des erreurs commises par les programmeurs de la première génération d'ordinateurs, en les dispensant de mémoriser les codes numériques des instructions et de faire des calculs d'adresses. La programmation en assembleur était alors utilisée pour écrire toutes sortes de programmes.
Dans les années 1970-1980, l'utilisation de l'assembleur pour écrire des applications a été très largement supplantée par l'emploi de langages de programmation de haut niveau : Fortran, COBOL, PL/I, etc. : la puissance des machines le permettait, et consacrer quelques minutes de temps machine à une compilation pour économiser quelques heures de temps de programmeur était une opération rentable, même si les compilateurs de l'époque fournissaient un code moins performant (plus volumineux et souvent plus lent). Par ailleurs, ces langages de haut niveau permettaient de s'affranchir de la dépendance à une architecture matérielle unique. De plus, le code est nettement plus facile à lire, même pour son propre auteur, et réduit le risque d'un bug.
Les systèmes d'exploitation ont été écrits en langage d'assemblage jusqu'à l'introduction de MCP de Burroughs, en 1961, qui était écrit en ESPOL, dialecte d'Algol.
L'assembleur est revenu quelque peu en faveur sur les premiers micro-ordinateurs, où les caractéristiques techniques (taille mémoire réduite, puissance de calcul faible, architecture spécifique de la mémoire, etc.) imposaient de fortes contraintes, auxquelles s'ajoutaient un facteur psychologique important : l'attitude « hobbyiste » des premiers utilisateurs de micro-ordinateurs, qui ne se satisfaisaient pas de la lenteur des programmes écrits avec le BASIC interprété, généralement fourni avec l'ordinateur. De plus, un programme peut être écrit en BASIC ou un autre langage (plus lisibles) avec des appels à du code écrit en assembleur pour les parties du programme qui prennent le plus de temps.
De gros programmes ont été écrits entièrement en assembleur pour les micro-ordinateurs, comme le système d'exploitation DOS de l'IBM PC (environ 4000 lignes de code) et le tableur Lotus 1-2-3 (son rival Multiplan, qui existait déjà sous CP/M, était écrit en C). Dans les années 1990, c'était aussi le cas pour la plupart des jeux pour consoles vidéo (par exemple pour la Mega Drive ou la Super Nintendo).

## Particularités de l'assembleur

### Un langage spécifique pour chaque processeur
Le langage machine est le seul langage qu'un processeur puisse exécuter. Or chaque famille de processeurs utilise un jeu d'instructions différent.
Par exemple, un processeur de la famille x86 reconnaît une instruction du type :
```
10110000 01100001
```

En langage assembleur, cette instruction est représentée par un équivalent plus facile à comprendre pour le programmeur :
```
  
movb
 
$0x61
,
%al

```

(10110000 = movb %al

01100001 = $0x61)
Ce qui signifie : « écrire le nombre 97 (la valeur est donnée en hexadécimal : 6116 = 9710) dans le registre AL ».
Ainsi, le langage assembleur, représentation exacte du langage machine, est spécifique de chaque architecture de processeur. De plus, plusieurs groupes de mnémoniques ou de syntaxes de langage assembleur peuvent exister pour un seul ensemble d'instructions, créant ainsi des macro-instructions.

### Désassemblage
La transformation du code assembleur en langage machine est accomplie par un programme nommé programme assembleur. L'opération inverse, à savoir retrouver l'assembleur équivalent à un morceau de code machine, porte un nom : il s'agit de désassemblage.
Contrairement à ce que l'on pourrait penser, il n'y a pas toujours de correspondance un à un (une bijection) entre le code assembleur et le langage machine. Sur certains processeurs, le désassemblage peut donc donner un code dont la compréhension est très difficile pour un humain tout en restant parfaitement compilable par un ordinateur (code impénétrable). L'impossibilité d'un désassemblage peut avoir diverses raisons : usage de code auto-modifiant, instructions de taille variable, impossibilité de faire la différence entre code et données, etc.
Qui plus est, de nombreux éléments présents dans un code assembleur sont perdus lors de sa traduction en langage machine. Lors de la création du code en assembleur, le programmeur peut affecter des noms aux positions en mémoire, commenter son code, utiliser des macro-instructions ou utiliser du code généré sous conditions au moment de l'assemblage. Tous ces éléments sont réduits lors de l'assemblage à ce qui est strictement nécessaire pour la machine et n'apparaissent donc pas clairement lors du désassemblage : par exemple, une position en mémoire n'est repérée que par son adresse numérique ou par un offset.

### Instructions machine
Certaines opérations fondamentales sont disponibles dans la plupart des jeux d'instructions :
- déplacement dans la mémoire :
  - chargement d'une valeur dans un registre,
  - déplacement d'une valeur depuis un emplacement mémoire dans un registre, et inversement ;
- calcul :
  - addition ou soustraction des valeurs de deux registres et chargement du résultat dans un registre,
  - combinaison de valeurs de deux registres suivant une opération booléenne (ou opération bit à bit) ;
- modification du déroulement du programme :
  - saut à un autre emplacement dans le programme (normalement, les instructions sont exécutées séquentiellement, les unes après les autres),
  - saut à un autre emplacement, mais après avoir sauvegardé l'emplacement de l'instruction suivante afin de pouvoir y revenir (point de retour),
  - retour au dernier point de retour ;
- comparaison :
  - comparer les valeurs de deux registres.

Et on trouve des instructions spécifiques avec une ou quelques instructions pour des opérations qui auraient dû en prendre beaucoup :
- déplacement de grands blocs de mémoire ;
- multiplication, division ;
- arithmétique lourde (sinus, cosinus, racine carrée, opérations sur des vecteurs) ;
- application d'une opération simple (par exemple, une addition) à un ensemble de données par l'intermédiaire des extensions MMX ou SSE des nouveaux processeurs.

### Directives du langage assembleur
En plus de coder les instructions machine, les langages assembleur ont des directives supplémentaires pour assembler des blocs de données et affecter des adresses aux instructions en définissant des étiquettes ou labels.
Ils sont capables de définir des expressions symboliques qui sont évaluées à chaque assemblage, rendant le code encore plus facile à lire et à comprendre.
Ils ont habituellement un langage macro intégré pour faciliter la génération de codes ou de blocs de données complexes.

## Exemples simples
Voici quelques exemples simples :
- en syntaxe AT&T (écrits pour l'assembleur GNU (GAS) pour Linux) ;
- utilisant le jeu d'instructions i386 ;
- à utiliser comme suit :

```
$ gcc foo.S -c -o foo.o
$ ld foo.o -o foo
$ ./foo
```

### Afficher Bonjour
(Les commentaires se trouvent après les points-virgules)
```
str:

 
.ascii
 
"Bonjour\n"

 
.global
 
_start

_start:

movl
 
$4
,
 
%eax

movl
 
$1
,
 
%ebx

movl
 
$str
,
 
%ecx

movl
 
$8
,
 
%edx

int
 
$0x80

movl
 
$1
,
 
%eax

movl
 
$0
,
 
%ebx

int
 
$0x80

;Compilation:

;as code.s -o code.o

;ld code.o -o code

;Execution:

;./code

```

### Lire le clavier (16 caractères max) puis l'afficher
```
# define N 16

         
.global
 
_start

         
.comm
   
BUFF
    
,
 
N

_start:
 
mov
     
$3
      
,
 
%eax

        
mov
     
$0
      
,
 
%ebx

        
mov
     
$BUFF
   
,
 
%ecx

        
mov
     
$N
      
,
 
%edx

        
int
     
$0x80

        
mov
     
%eax
    
,
 
%edx

        
mov
     
$4
      
,
 
%eax

        
mov
     
$1
      
,
 
%ebx

        
mov
     
$BUFF
   
,
 
%ecx

        
int
     
$0x80

        
mov
     
$1
      
,
 
%eax

        
mov
     
$0
      
,
 
%ebx

        
int
     
$0x80

```

## Exemples simples, syntaxeIntelx86
Voici les mêmes exemples, avec quelques différences :
- en syntaxe Intel x86, écrit pour l'assembleur NASM ;
- utilisant le jeu d'instructions i386 ;
- à utiliser comme suit :

```
$ nasm -f elf foo.asm
$ ld -o foo foo.o -melf_i386
$ ./foo
```

### Afficher Bonsoir
(Les commentaires se trouvent après les points-virgules)
```
section
 
.data
                                 
; Variables initialisées

        
Buffer:
           
db
 
'
Bonsoir
'
,
 
10
    
; En ascii, 10 = '\n'. La virgule sert à concaténer les chaines

        
BufferSize:
     
equ
 
$-Buffer
          
; Taille de la chaine

section
 
.text
                                 
; Le code source est écrit dans cette section

        
global
 
_start
                         
; Définition de l'entrée du programme

_start:
                                       
; Entrée du programme

        
mov
 
eax
,
 
4
                            
; Appel de sys_write

        
mov
 
ebx
,
 
1
                            
; Sortie standard STDOUT

        
mov
 
ecx
,
 
Buffer
                       
; Chaine à afficher

        
mov
 
edx
,
 
BufferSize
                   
; Taille de la chaine

        
int
 
80
h
                               
; Interruption du kernel

        
mov
 
eax
,
 
1
                            
; Appel de sys_exit

        
mov
 
ebx
,
 
0
                            
; Code de retour

        
int
 
80
h
                               
; Interruption du kernel

```

### Lire le clavier (64 caractères max) puis l'afficher
```
section
 
.bss
                                    
; Section des variables non-initialisees

        
Buffer:
   
resb
 
64
                       
; Reservation de 64 blocs (octets ?) memoire pour la variable où sera stockee l'entree de l'utilisateur

        
BufferSize:
         
equ
 
$-Buffer
        
; taille de cette variable

section
 
.text
                                   
; Section du code source

        
global
 
_start

 
_start:
                                        
; Entree du programme

        
mov
 
eax
,
 
3
                              
; Appel de sys_read

        
mov
 
ebx
,
 
0
                              
; Entree standard STDIN

        
mov
 
ecx
,
 
Buffer
                         
; Stockage de l'entree de l'utilisateur

        
mov
 
edx
,
 
BufferSize
                     
; Taille maximale

        
int
 
80
h
                                 
; Interruption du kernel

        
mov
 
eax
,
 
4
                              
; Appel de sys_write

        
mov
 
ebx
,
 
1
                              
; Sortie standard STDOUT

        
mov
 
ecx
,
 
Buffer
                         
; Chaine à afficher

        
mov
 
edx
,
 
BufferSize
                     
; Taille de la chaine

        
int
 
80
h
                                 
; Interruption du kernel

        
mov
 
eax
,
 
1
                              
; Appel de sys_exit

        
mov
 
ebx
,
 
0
                              
; Code de retour

        
int
 
80
h
                                 
; Interruption du kernel

```

## Usage du langage assembleur
Il y a des débats sur l'utilité du langage assembleur. Dans beaucoup de cas, des compilateurs-optimiseurs peuvent transformer du langage de haut niveau en un code qui tourne aussi efficacement qu'un code assembleur écrit à la main par un très bon programmeur, tout en restant beaucoup plus facile, rapide (et donc moins coûteux) à écrire, à lire et à maintenir. Et réduisant les risques d'un bug (parce que lisible, parce que les compilateurs détectent automatiquement de plus en plus d'erreurs ou de warnings). Il y a aussi des programmes spéciaux qui font des suggestions pour écrire mieux le code ou signaler quelque chose non repéré par le compilateur.
Le débat sur l'efficacité du code assembleur produit par un humain et celui produit par un compilateur avait déjà lieu dans les années 1950, comme l'atteste le manuel du langage Fortran (publié en 1956) pour l'ordinateur IBM 704 : Object programs produced by Fortran will be nearly as efficient as those written by good programmers.
Les compilateurs ayant entre-temps fait d'énormes progrès, il est donc évident que l'immense majorité des programmes sont maintenant écrits en langages de haut niveau pour des raisons économiques, le surcoût de programmation l'emportant très largement sur le gain résultant de l'amélioration espérée des performances.
Cependant, il reste quelques cas très spécifiques où l'utilisation de l'assembleur se justifie encore :
1. Quelques calculs complexes écrits directement en assembleur, en particulier sur des machines massivement parallèles, seront plus rapides, les compilateurs n'étant pas assez évolués pour tirer parti des spécificités de ces architectures ;
2. Certains pilotes (drivers) sont parfois plus simples à écrire en langage de bas niveau ;
3. Des tâches très dépendantes du système, exécutées dans l'espace mémoire du système d'exploitation sont parfois difficiles, voire impossibles à écrire dans un langage de haut niveau. Par exemple, les instructions assembleur qui permettent à Windows de gérer le changement de tâche (LGDT et LLDT) sur microprocesseur i386 et suivants ne peuvent pas être émulées ou générées par un langage évolué. Il faut nécessairement les coder dans un court sous-programme assembleur qui sera appelé à partir d'un programme écrit en langage évolué.

Certains compilateurs transforment, lorsque leur option d'optimisation la plus haute n'est pas activée, des programmes écrits en langage de haut niveau en code assembleur, chaque instruction de haut niveau se traduisant en une série d'instructions assembleur rigoureusement équivalentes et utilisant les mêmes symboles ; cela permet de voir le code dans une optique de débogage et de profilage, ce qui permet de gagner parfois beaucoup plus de temps en remaniant un algorithme. En aucun cas ces techniques ne peuvent être conservées pour l'optimisation finale.
La programmation des systèmes embarqués, souvent à base de microcontrôleurs, est une « niche » traditionnelle pour la programmation en assembleur. En effet ces systèmes sont souvent très limités en ressources (par exemple un microcontrôleur PIC 16F84 est limité à 1 024 instructions de 14 bits et sa mémoire vive contient 136 octets) et requièrent donc une programmation de bas niveau très optimisée pour en exploiter les possibilités. Toutefois, l'évolution du matériel fait que les composants de ces systèmes deviennent de plus en plus puissants à un coût et à une consommation électrique constants, l'investissement dans une programmation « tout assembleur » beaucoup plus coûteuse en heures de travail devient alors un non-sens en termes d'efforts. Typiquement, la programmation en assembleur est beaucoup plus longue, plus délicate (car le programmeur doit prendre en compte tous les micro-détails du développement dont il s'abstient en langage évolué) et donc considérablement plus coûteuse que la programmation en langage de haut niveau. Il ne faut donc la réserver qu'aux situations pour lesquelles on ne peut pas faire autrement.

## Macro-assembleur
Beaucoup d'assembleurs gèrent un langage de macros. Il s'agit de regrouper plusieurs instructions afin d'avoir un enchaînement plus logique et moins fastidieux.
Par exemple (en assembleur Microsoft MASM) :

```
  
putchar
 
Macro
   
car
          
; Prototype de la macro

          
ifdef
   
car
          
; si car est défini

          
mov
     
dl
,
car
       
;   le mettre dans dl

          
endif

          
mov
     
ah
,
2
         
; ah=2 : fonction "putchar" en DOS

          
int
     
21
h
          
; appel au DOS

          
endm
                 
; fin macro

```

est une macro qui affiche un caractère sous MS-DOS. On l'utilisera par exemple ainsi :

```
        
putchar
 
"
X
"

```

Et cela générera :
```
        
mov
    
dl
,
"
X
"

        
mov
    
ah
,
2

        
int
    
21
h

```

### Pseudo-instructions
Une pseudo-instruction est un type particulier de macro-instruction. Elle est prédéfinie par l'éditeur du logiciel assembleur et sa fonction est d'émuler une instruction manquante du processeur ou de faciliter l'usage d'une instruction existante. Comme la pseudo-instruction a un nom très ressemblant à celui d'une vraie instruction du processeur, il est possible à première vue de la confondre avec une de ces dernières. Par exemple, un processeur RISC peut ne pas posséder d'instruction JMP, instruction permettant de sauter à un point particulier du programme et de continuer son exécution en séquence. L'éditeur du logiciel aura dans ce cas créé à l'intention du programmeur une pseudo-instruction « JMP <paramètre> », qui sera remplacée à l'assemblage par une instruction « mov pc, <paramètre> », pc étant le pointeur de l'instruction sur le point d'être exécutée. Autre exemple, une pseudo-instruction « PUSH <paramètre> » sera remplacée par un stockage de <paramètre> à l'adresse pointée par sp avec pré-décrémentation de celui-ci, sp étant le pointeur de pile du processeur. Dans la famille X86, l'instruction NOP peut être considérée comme une pseudo-instruction, puisque son code machine est le même que celui de l'instruction XCHG AX, AX. Cette dernière instruction est vraiment un NOP car ni AX ni le registre d'état n'est modifié dans l'opération.
Sur des microprocesseurs ou microcontrôleurs RISC tels que ceux de la famille ARM, il n'existe pas d'instruction assembleur permettant de charger n'importe quelle constante immédiate dans un registre, quelle que soit sa valeur. La plupart des assembleurs disposent d'une pseudo-instruction permettant un tel chargement de la façon la plus efficace possible en termes de temps d'exécution, épargnant cette tâche au programmeur.

## Programmation structurée en assembleur
Support pour programmation structurée : quelques éléments de programmation structurée ont été intégrés pour encoder le flux d'exécution par le docteur H. D. Mills (mars 1970), et mis en œuvre par Marvin Kessler qui a étendu l'assembleur S/360 macro avec if / else / endif et même des blocs de contrôle de flux. Cela a été un moyen de réduire ou d'éliminer l'utilisation des opérations de sauts dans le code assembleur.